# نيكولا أوغرودنيكوفا
نيكولا أوغرودنيكوفا (التشيكية: Nikola Ogrodníková؛ من مواليد 18 أغسطس 1990) هي لاعبة ألعاب قوى تشيكية متخصص في رمي الرمح. فازت بميدالية برونزية في رمي الرمح للسيدات في دورة الألعاب الأولمبية الصيفية 2024. هي أيضًا حائزة على الميدالية الفضية في البطولات الأوروبية والألعاب الأوروبية.
أفضل رقم شخصي لها في هذا الحدث هو 67.40 مترًا في عام 2019. في وقت سابق من حياتها المهنية، تنافست في السباعي وفازت بميدالية برونزية في الانضباط في بطولة أوروبا للناشئين لعام 2007.